# Połubniki
Połubniki (biał. Палубнікі, ros. Палубники) – wieś na Białorusi, w rejonie lidzkim obwodu grodzieńskiego, w sielsowiecie Tarnowszczyzna.

## Geografia
Miejscowość leży na wschód od wsi Cibory, Raklowce i Dalekie, na południe od wsi Hornie, na zachód od wsi Jodki, Nowickie II oraz Minojty, na północ od wsi Olżew (Вольжава). Na północ od Połubnik biegnie droga magistralna M6, która na północny wschód od opisywanej wsi krzyżuje się z M11 (na południe od Lidy).

## Historia
W czasach Rzeczypospolitej Połubniki leżały w powiecie lidzkim województwa wileńskiego. 
Po III rozbiorze znalazły się w zaborze rosyjskim (ziemie zabrane).
W XIX w. Połubniki leżały w powiecie lidzkim guberni wileńskiej. Według Słownika geograficznego Królestwa Polskiego i innych krajów słowiańskich wieś i futor Połubniki należały do rodu Narbuttów, natomiast wieś Pałubniki, leżąca w gminie Tarnowszczyzna i w okręgu wiejskim Olżewo, była własnością Kaszyców. 
W okresie międzywojennym leśniczówka, folwark i wieś Połubniki należały do gminy wiejskiej Tarnowo, a następnie do gminy Białohruda w powiecie lidzkim województwa nowogródzkiego II RP. Demografia w 1921 przedstawiała się następująco:
- wieś Połubniki – 268 mieszkańców, zamieszkałych w 52 budynkach, w tym 263 rzymskich katolików i 5 prawosławnych
- folwark Połubniki – 11 mieszkańców, zamieszkałych w 1 budynku, w tym 10 rzymskich katolików i 1 prawosławny
- leśniczówka Połubniki – 5 mieszkańców, zamieszkałych w 1 budynku, w tym 4 rzymskich katolików i 1 prawosławny

Mieszkańcami wszystkich czterech miejscowości byli wyłącznie Polacy.